# Harold Arlen
Harold Arlen (Buffalo, 1905. február 15. – New York, 1986. április 23.) Oscar-díjas amerikai zeneszerző, dalszerző.
Arlen több mint 500 dalt komponált, amelyek közül számos világszerte ismertté vált. Az 1939-es Óz, a csodák csodája című film, köztük az Over the Rainbow című dal szerzősége mellett Arlen a Great American Songbook munkatársa is volt. Az Over the Rainbow-t a RIAA és a National Endowment for the Arts a 20. század első számú dalának választotta.

## Pályakép
A dallamai annyira frissek és eredetiek, hogy kihívást jelentenek a szövegíró számára.
Arlen a New York állambeli Buffalóban született egy zsidó kántor gyermekeként. Az ikertestvére már másnap meghalt. Hét éves korától a zsinagógában énekelt − ahol édesapja is énekes volt. Kilenc éves korától zongoraleckéket kapott Simon Bucharofftól és Arnold Cornelissentől.
Zenekart alapított. Zongoraristaként és énekesként ért el helyi sikereket, mielőtt húszas évei elején New Yorkba költözött, ahol zongorakísérőként dolgozott egy vaudeville-ben. Ekkor változtatta a nevét Harold Arlenre. 1926-34 között Arlen időnként énekeseként szerepelt a The Buffalodians, Red Nichols, Joe Venuti, Leo Reisman, Eddie Duchin lemezein. Általában saját szerzeményeit énekelte.
Még tinédzserként otthagyta az iskolát, hogy zenekarban játsszon. Huszonnégyéves koráig főleg előadóként és hangszerelőként kereste kenyerét. Éjszakai klubokban és gőzhajókon énekelt. Néhány évvel később megalakította a The Snappy Triót (később: The Southbound Shufflers), amelyben énekes, zongorista és hangszerelő is volt. Aztán másik két zenésszel Manhattanbe költözött. Itt csatlakozott 1928-ban Arnold Johnson revüzenekarához.
Olyan híres partnerekkel dolgozott, mint Yip Harburg, Truman Capote, Ira Gershwin és Johnny Mercer. Dalainak jellegzetes hangzását a The New York Times zenekritikusa, John S. Wilson dzsessz-alapúnak, a bluesban gyökerezőnek minősítette. 1980-as számítás szerint 35 kompozíciója vált dzsessz-sztenderddé.
Rengeteg zenét írt musicalekhez, különösen a Broadway-n előadottakhoz, és rendszeresen zenés filmekhez is, például az Óz, a csodák csodájához (1939).
Dallamai tele vannak harmonikus és ritmikus meglepetésekkel, amelyek jellegzetesek és összetéveszthetetlenül az övéi. 

## Dalaiból

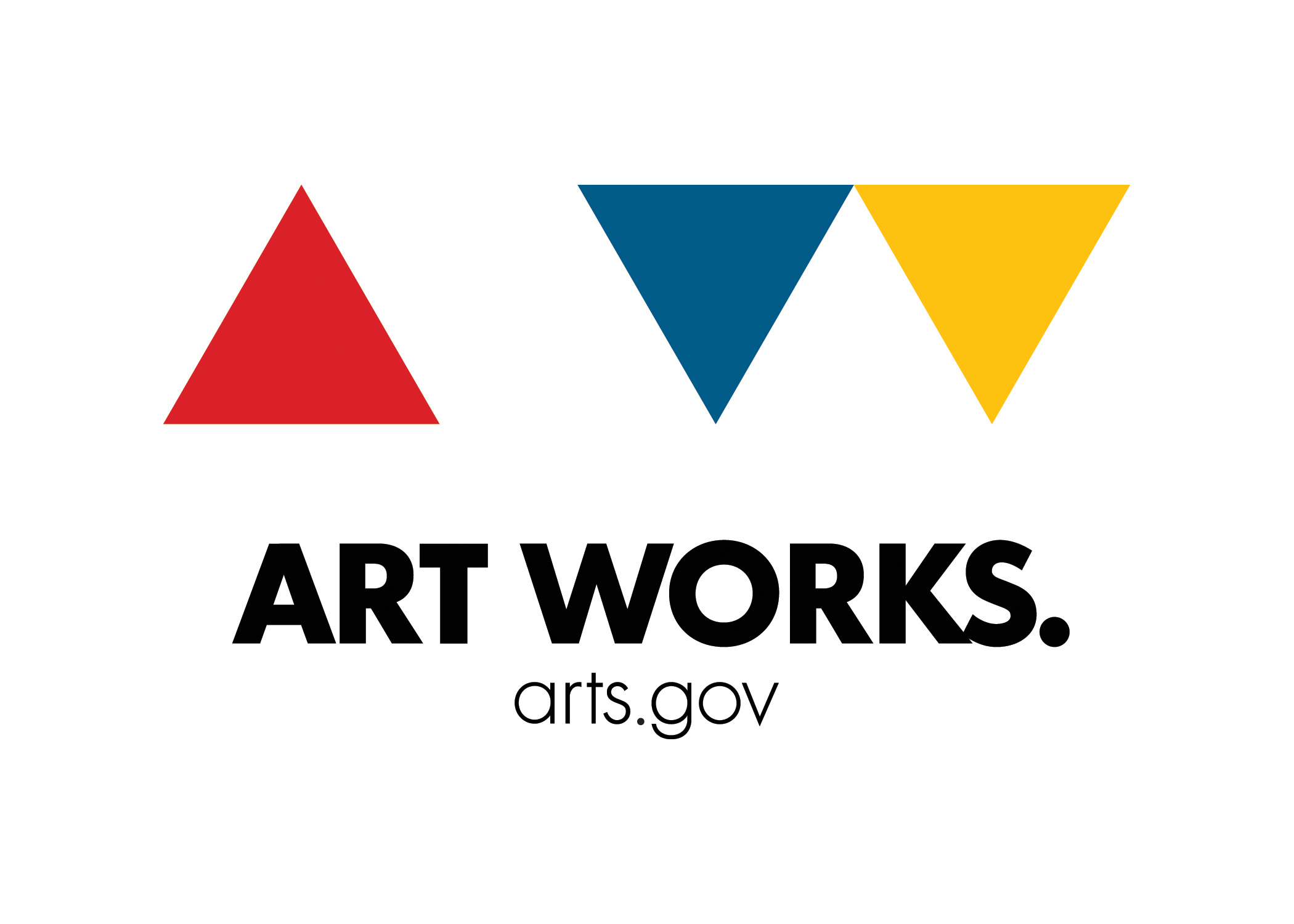

- Over the Rainbow – (dalszöveg: Yip Harburg)
- Happiness Is a Thing Called Joe – (dalszöveg: Yip Harburg)
- Ding-Dong! The Witch Is Dead – (dalszöveg: Yip Harburg)
- It’s Only A Paper Moon – (dalszöveg: Yip Harburg / Billy Rose)
- Let’s Fall in Love –(dalszöveg: Louis Silvers)
- For Every Man There’s a Woman – (dalszöveg: Leo Robin)
- Last Night When We Were Young – dalszöveg: Yip Harburg)
- Lydia the Tattooed Lady – (dalszöveg: Yip Harburg)

### Musical
- 1931: You Said It
- 1934: Life Begins at 8:40 Ira Gershwin dalszövege
- 1937: Hooray For What!
- 1946: St. Louis Woman – Johnny Mercer dalszövege
- 1954: House of Flowers –Truman Capote dalszövege
- 1957: Jamaica – E. Y. Harburg dalszövege
- 1959: Saratoga – Johnny Mercer dalszövege

### Filmmusical
- 1936: Strike Me Pink
- 1936: The Singing Kid
- 1939: Over the Rainbow
- 1941: Blues in the Night
- 1944: Here Comes the Waves
- 1950: My Blue Heaven
- 1953: Down Among the Sheltering Palms
- 1953: The Farmer Takes a Wife – Dorothy Fields dalszövege
- 1954: A Star Is Born – Ira Gershwin dalszövege
- 1962: Gay Purr-ee

## Díjak
Harold Arlen számos díjat nyert, Johnny Mercer-díjat (1982), számos Oscar-díjat a legjobb eredeti dalért (1939, 1941, 1943, 1944, 1945, 1948 és 1954), Grammy-díjat (1962) és Edison-díjat (1962). 1971-ben bekerült a Songwriters Hall of Fame-be.